# Ensemble Trostberg

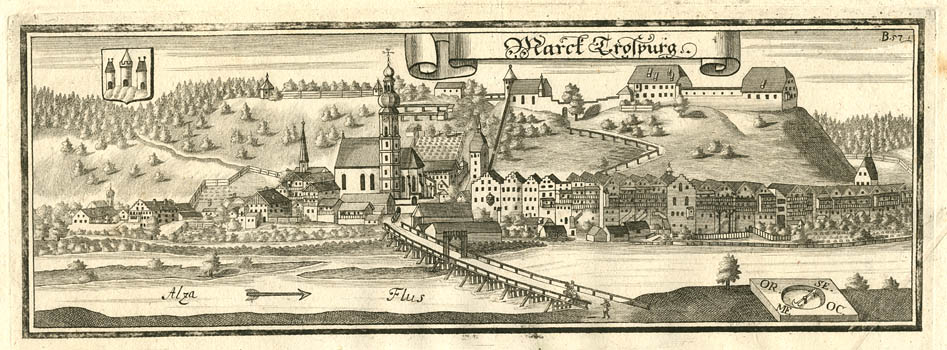
Michael Wening: Stich von Trostberg (um 1700)

Das Ensemble Trostberg ist ein geschütztes Baudenkmal. Das Ensemble umfasst den historisch bebauten Bereich von Trostberg, einer Stadt im oberbayerischen Landkreis Traunstein. 

## Geschichte
Trostberg wurde 1230/40 am westlichen Ufer der Alz im Schutz ihrer Anfang des 13. Jahrhunderts errichteten Burg „Trozzeberch“ von den Vögten des Klosters Baumburg, den Grafen von Ortenburg-Kraiburg, gegründet. Der Ort entwickelte sich von der Mitte des 13. Jahrhunderts, als die Alz zum Grenzfluss zwischen dem Herzogtum Bayern und  dem Erzstift Salzburg wurde und es bis 1810 blieb, zu einem Markt an der Grenze. Als Teil der Salzstraße wurde für Trostberg der Fuhrwerksverkehr mit Getreide und Salz zum wirtschaftlichen Faktor. 

## Beschreibung

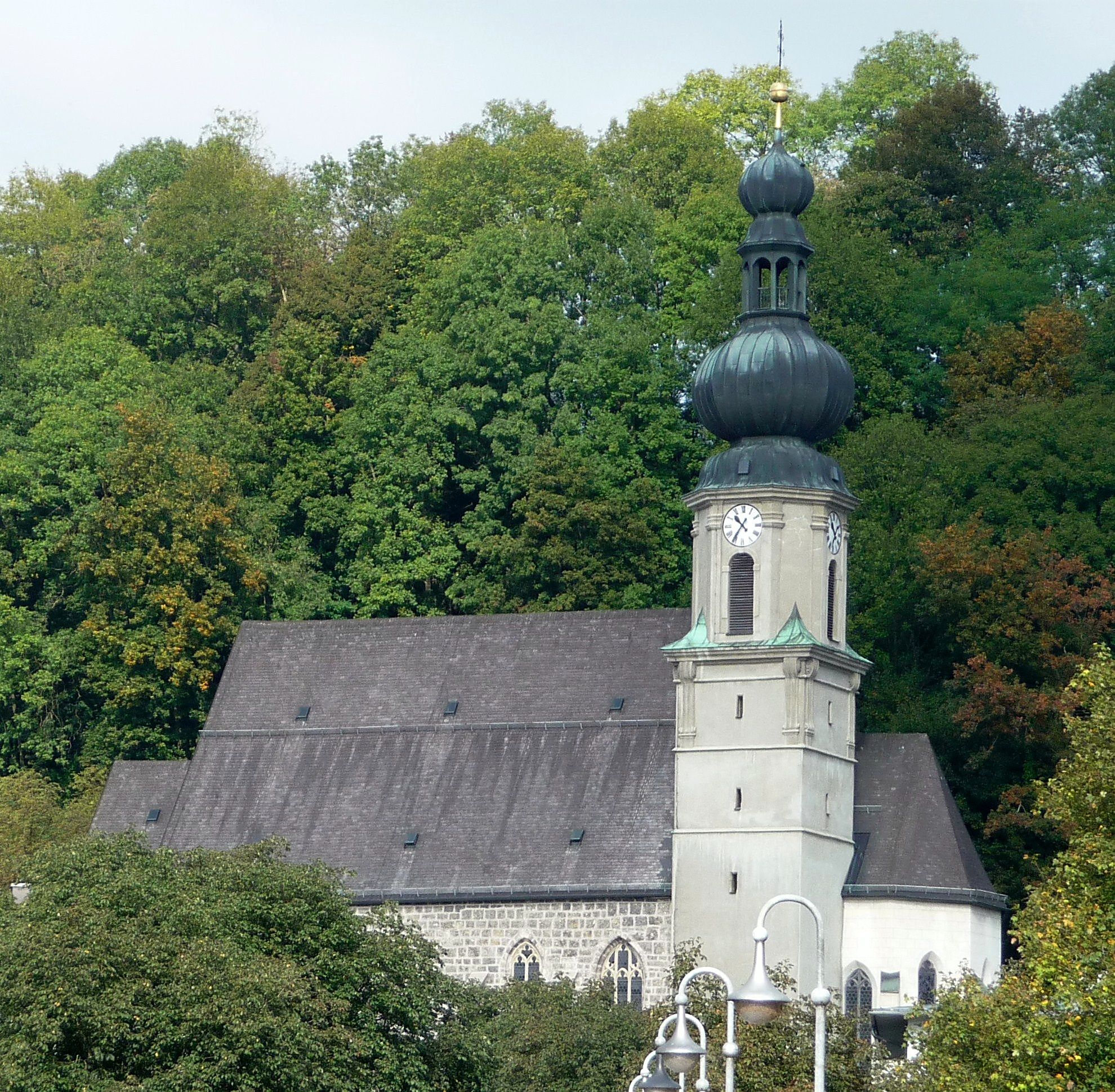
Katholische Stadtpfarrkirche St. Andreas am Marienplatz

Wegen der engen Lage zwischen Burgberg und Fluss und der geringen Fläche entstanden keine Ackerbürgeranwesen, sondern fast ausschließlich handwerkliche Betriebe. 
Zunächst umfasste die Siedlung den Bereich der heutigen Hauptstraße mit regelmäßig beiderseits der Straße angeordneten Gebäuden von neun bis zehn Meter Breite. Zwischen 1260 und 1300 erfolgte eine Erweiterung nach Südwesten über den heutigen Marienplatz zum leicht abfallenden Vormarkt hin. Das Bindeglied zwischen Hauptstraße und Vormarkt bildet die Kirche St. Andreas am Marienplatz, die jedoch zugleich durch ihre etwas erhöhte Position und einen kleinen Vorplatz vom Marktgeschehen distanziert bleibt. Der Markt war bis 1810 im Westen und im Osten durch Türme abgeschlossen sowie durch das Mittertor zwischen Hauptstraße 1 und 2 unterteilt. 
Eine geschlossene Stadtmauer hat es nie gegeben. Stattdessen sind die Häuser in geschlossener Bauweise aneinandergereiht. Die fast durchgängig viergeschossigen Gebäude, teils mit Treppengiebel, teils mit Vorschussmauer, stammen im Kern aus dem 16./17. Jahrhundert und stehen immer noch auf dem mittelalterlichen Grundriss. Auf der Rückseite zur Alz hin haben sie weit vorspringende Dächer, in zwei oder drei Stockwerken angeordnete Lauben und hohe Stützmauern. 
Zum westlichen und östlichen Ortsausgang wird die Bebauung niedriger, meist zweigeschossig mit Flachsatteldächern. Trostberg gehört zu den im 13. Jahrhundert planmäßig entstandenen Markt- und Straßensiedlungen des Chiem- und Salzachgaus, bei denen sich die Häuser entlang einer Hauptachse reihen, die platzartig erweitert sein kann, und die Kirche davon getrennt liegt.